# Liliesleaf Farm
Liliesleaf Farm era una granja situada a Rivonia, al nord de Johannesburg, Sud-àfrica, que va ser utilitzada al llarg de la dècada de 1960 clandestinament pels activistes del Congrés Nacional Africà (ANC).
Aquest emplaçament es va fer famós per ser la localització on es van detenir alguns dels líders de l'ANC durant els anys més durs del govern apartheid sud-africà. Aquests activistes, juntament amb Nelson Mandela, serien jutjats posteriorment en el conegut com a Judici de Rivonia. Actualment, Liliesleaf Farm és un museu i patrimoni mundialment conegut, atraient molts visitants anualment, a més a més de ser un dels llocs més turístics de Johannesburg.

## Moviment anti-apartheid
El 1961, la granja de Lilliesleaf Farm, situada a Rivonia, va ser seleccionada per Arthur Goldreich i Harold Wolpe com a seu central del clandestí Partit Comunista de Sud-àfrica, a més a més de ser una casa de seguretat pels fugitius polítics. La compra es va realitzar amb els fons del Partit Comunista. Com que Nelson Mandela necessitava un emplaçament segur des del qual operar, va residir allí per amagar-se de les autoritats sud-africanes. Mandela va assumir el nom de David Motsamayi, fent-se passar per jardiner de la granja.
L'11 de juliol de 1963, la policia va fer una batuda a la granja, capturant 19 membres del moviment anti-apartheid, acusant-los de sabotatge. Els arrestats es trobaven reunits a la sala del sostre de palla, i es van veure sorpresos per les forces de seguretat.
George Mellis, el fill petit del propietari del Rivonia Caravan Park, havia vist diversos cotxes entrant per Winston Avenue a la granja, a més a més de diverses races, la qual cosa era poc freqüent aquells dies; així, va explicar a la seva família aquell fet. Sumat als informes, coincidències i rumors, a més a més d'un informe del braç militar, la policia va decidir realitzar la batuda.
Els activistes havien decidit canviar la situació de la base, essent aquesta l'última que tenien pensat fer allí. Nelson Mandela ja havia estat detingut, complint sentència per diversos càrrecs, des de l'any anterior. Com que a la batuda de Rivonia es van trobar documents incriminant Mandela, el futur President de Sud-àfrica va ser jutjat amb els altres.
El judici, conegut com a Procés de Rivonia, realitzat entre l'octubre de 1963 al juny de 1964, va culminar amb la imposició de la cadena perpètua a vuit dels acusats.

## Arrestats
- Walter Sisulu
- Govan Mbeki
- Raymond Mhlaba
- Andrew Mlangeni
- Elias Motsoaledi, sindicalista i membre de l'ANC
- Ahmed Kathrada
- Billy Nair
- Denis Goldberg, enginyer de Ciutat del Cap i líder del Congrés dels Demòcrates de Sud-àfrica
- Lionel Bernstein, arquitecte i membre del Partit Comunista de Sud-àfrica (SACP)
- Bob Hepple
- Arthur Goldreich
- Harold Wolpe
- James Kantor, cunyat de Harold Wolpe

## Liliesleaf Farm avui en dia
L'edifici de la granja va acabar integrat gradualment als suburbis de Johannesburg, però l'emplaçament ha estat reobert per als visitants. Ha estat restaurat i condicionat, instal·lant enginys visuals i audiovisuals per recrear els dramàtics esdeveniments que va viure amb la batuda policial.